# Правни оквир вјештачке интелигенције
Регулација вештачке интелигенције је развој политика и закона јавног сектора за промовисање и регулисање вештачке интелигенције (ВИ); стога се односи на ширу регулацију алгоритама. Регулаторни и политички пејзаж за ВИ је ново питање у јурисдикцијама широм света, укључујући Европску унију (која има управна регулаторна овлашћења) и наднационална тела као што су IEEE, OECD (која немају) и друге. Од 2016. године, објављени су таласи етичких смерница за вештачку интелигенцију како би се одржала друштвена контрола над технологијом. Сматра се да је регулација неопходна за подстицање вештачке интелигенције и за управљање повезаним ризицима. Поред регулативе, организације које примењују ВИ треба да играју централну улогу у стварању и примени поуздане ВИ у складу са принципима поуздане ВИ, и да преузму одговорност за ублажавање ризика. Регулисање ВИ путем механизама као што су одбори за преглед такође се може посматрати као друштвено средство за приступ проблему контроле ВИ.
Прeмa Индeксу вeштaчкe интeлигeнциje нa Станфорду, годишњи брoj законa у вeзи са вeштaчком интeлигeнциjom усвоjeних у 127 разматраних зeмaљa скочио je сa једног усвоjeног у 2016. на 37 усвоjeних сaмо у 2022. години.

## Дефинисање појма
Не постоји униформна, општеприхваћена дефиниција вјештачке интелигенције, већ се дефинисање обавља у складу са методом којим се њој приступа. Према општој дефиницији вјештачке интелигенције она се може описати као симулација интелигентног понашања рачунара и способност машине да имитира интелигентно људско понашање.
Тако једна од најстаријих дефиниција вјештачке интелигенције, предвиђа да она представља машину која се интелигентно понаша, односно да реагује и функционише на исти начин како би се човјек понашао. Дакле, вјештачка интелигенција подразумијева коришћење машина које уче на основу података, обраде природних језика и развијају интелигенцију која је упоредива са човјековом, а обухвата шест дисциплина: обраду природних језика, представљање знања, аутоматско расуђивање, машинско учење, рачунарско виђење и роботику. Значајно је поменути и неке дефиниције вјештачке интелигенције прописане правним прописима. Примера ради, препорука Савета о вјештачкој интелигенцији дефинише систем вјештачке интелигенције као систем заснован на раду машина које могу за дати скуп циљева дефинисаних од стране људи, да дају предвиђања, препоруке или да доносе одлуке које утичу на не само виртуелна, већ и реална окружења.

## Правни оквир
Европска комисија је припремила приједлог регулативе вјештачке интелигенције на нивоу Европске Уније- Акт о вјештачкој интелигенцији (Artificial Inteligence Act). Приједлог је заснован на ЕУ вриједностима и основним правима загарантованим оснивачким уговорима. Ријеч је о првом покушају свеобухватне правне регулативе система вјештачке интелигенције који могу имати глобални досег и посљедице. Правна је основа приједлога првенствено чланак 114. Уговора о функционирању Европске уније (UFEU), којим се предвиђа доношење мјера за осигуравање успоставе и функционирања унутрашњег тржишта. Предложени Акт о вјештачкој интелигенцији представља значајан корак према регулацији система који користе вјештачку интелигенцију. Премда се Акт о вјештачкој интелигенцији односи на Европску унију, када ступи на снагу, производиће посљедице и у остатку свијета, нарочито ако се узму у обзир компаније из САД и Кине које траже приступ ЕУ тржишту од 450 милиона потрошача. 
Надаље, забрањују се системи вјештачке интелигенције који искориштавају било коју слабост одређене групе особа због њихове доби или тјелесног или менталног оштећења ради битног мијењања понашања особе која припада тој скупини на начин који тој или другој особи узрокује или би могао узроковати тјелесну или психолошку штету. Приједлог Акта о умјетној интелигенцији је изазвао одређене контраверзе. Дио научне заједнице сматра да је због брзог развоја технологије приједлог већ застарио. Додатно, у свом садашњем облику приједлог Акта о умјетној интелигенцији неће укључивати нове, моћне системе вјештачке интелигенције, него само системе вјештачке интелигенције који су дизајнирани за једну одређену намјену. ЕУ се углавном усредоточила на обуздавање потенцијално негативних страна технологија и забране употребе као што су подсвјесна манипулација и друштвено оцјењивање које се већ користи у Кини. Додатне критике иду у смјеру како је Акт о умјетној интелигенцији проблематичан због темељне регулаторне структуре која је одабрана за високо ризичне садржаје. Професор права на Magdalen College Универзитет у Оксфорду, Jeremias Adams-Prassl истиче да је ријеч о стандарду који се употребљава за регулацију производа те сматра да се вјештачка интелигенција не може регулисати на исти начин на који се регулишу производи. Прва ствар је што се нови законодавни оквир фокусира на материјалне штете. Вјештачка интелигенција може проузроковати много више од материјалне штете. Друга ствар је што се производи не развијају на начин на који се развија умјетна интелигенција. Трећи проблем је тај што се у овом приједлогу какав је сада не оставља простора за друштвене партнере, представнике радника и остале. Martin Ebers сматра да ј проблематично што Акт о вјештачкој интелигенцији не предвиђа изнимке у забранама за потребе истраживања те наводе како у случајевима гдје истраживачи сарађују с привредом и објаве своје моделе у академске сврхе, могу ући у ризик да их се сматра као оне који “развијају системе вјештачке интелигенције” с намјером стављања на тржиште.
У САД, Национални савет за науку и технологију (еng. NSTC) представља организацију извршне власти која координише политике науке и технологије у различитим областима. Савет окупља научне лидере и поставља националне циљеве за државне политике у области науке и технологије, што подразумева и израду стратегије истраживања и развоја које координишу активности савезних агенција ради остваривања више националних циљева. Савет, заједно са Канцеларијом за науке и технолошке политике и Поткомитетом за умрежавање, истраживање информационих технологија и развој, 2016. године израдио је Национални стратешки план за истраживање и развој вештачке интелигенције.
Помињемо и иницијативу за доношење Закона о вештачкој интелигенцији. Циљ иницијативе јесте да се законом омогући инвестирање у истраживање и развој система вештачке интелигенције, као и да се направи поуздана основа за повезивање различитих области у којима се она може имплементирати. 
Већ дуги низ година Народна Република Кина егзистира као једна од водећих држава по питању улагања у дигитализацију и развој нових информационих технологија. Због тога и не чуди да је Национални савет НР Кине 2017. године издао Обавештење бр. 35, под насловом „План развоја нове генерације вештачке интелигенције.“ Обавештење је упућено свим владама провинција, аутономним покрајинама и општинама које се налазе под централном влашћу, свим министрима Националног савета и свим установама које су под контролом централне власти, како би се пажљиво имплементирало у њиховом раду. Уводни део Обавештења односи се на стратешку позицију Кине, као и на значај система вештачке интелигенције у савременом друштву. Указано је на то да је вештачка интелигенција постала један од основних фокуса међународне конкуренције, па су такви системи постали једни од примарних области стратегије безбедности у будућности. Имајући у виду да национална безбедност НР Кине и међународна конкуренција представљају комплексне феномене, потребно је да се подстакне развој вештачке интелигенције на националном нивоу и да се и да створе услови за даљи развој, напредак и јачање на конкурентском плану. У документу се предвиђају и основни принципи развоја вештачке интелигенције. Реч је о принципу усмерености технологијом, системским поставкама, усмерености ка тржишту и отвореном приступу.
Стратегијом за развој вештачке интелигенције у Републици Србији за период 2020–2025. године   утврђују се циљеви и мјере за развој вјештачке  интелигенције чија имплементација треба да резултира економским растом, унапређењем јавних услуга, унапређењем научног кадра и развојем вјештачка за послове будућности. Такође, реализација мјера Стратегије би требало да осигура да се вјештачка интелигенција у Републици Србији развија и примењује на безбједан начин и у складу са међународно препознатим етичким принципима како би се искористио потенцијал ове технологије за унапређење квалитета живота сваког појединца и друштва у целини, као и за достизање циљева одрживог развоја.

### Утицај на правосуђе и адвокатуру
Дигиталне технологије у практичном смислу могу допринети правосуђу и адвокатури на бројне начине. У литератури се егземпларно наводе: преглед, анализа и аутоматизовано закључивање уговора, поједностављивање правничке терминологије лаицима, помоћ у преткривичном поступку, помоћ при прогнозирању коначног исхода поступка, помоћ око администрације и састава Due Diligence, помоћ око комуникације са странкама посебно ако је реч о великом броју индивидуа истовремено, помоћ приликом претраге релевантног материјала и документације, у одређеној мери одмењивање улоге надлежног органа итд. У промет су пуштене бројне апликације које олакшавају положај лица и органа који право примењују, али и лаика који немају знања и новчаних средстава да се упусте у парницу. На пример, током 2016. године је у Лондону и Њујорку у промет пуштена апликација DoNotPay која путем четбота пружа бесплатне правне савете лицима која немају довољно средстава да би ангажовала адвоката у споровима мале вредности, затим апликација ROSS која у секунди може прочитати милион страница и пронаћи оно што нам је неoходно из области права, или мултијезичка DeepJudge апликација која нуди напредно разумевање и обраду правних докумената. Осим тога, данас постоје дигитални информациони системи који су веома корисни за прикупљање података адвокатима, затим алатке које су способне да категоризују, разврстају и ставе документа на располагање за трен ока. У литератури се наглашава да је, и поред очигледних предности, реч о технологији која ће учинити излишним армију млађих адвоката и адвокатских сарадника, па се као пример наводе онлајн платформе попут Justis offers legal analytical services, које идентификују ауторитете у одређеној области, откривају односе и везе између случајева, претражују хиљаде база података, цитата и слично. Нарочит утицај на правну праксу очекује се од апликације ChatGPT. Ова, изразито популарна апликација, указује да не треба занемарити другу страну медаље, односно негативне стране технолошке експанзије, с обзиром да постоје документовани случајеви у којима су њени потенцијали коришћени као логистичка подршка различитим илегалним активностима. Наиме, очекује се да ће ангажовање ВИ адвоката (eng. Robot lawyer, AI attorney) у ограниченом обиму заживети већ током 2023. године, а иницијатори овог револуционарног чина (иза кога стоји мноштво богатих спонзора и инвеститора) су били управо творци DoNotPay апликације. Поред тога што су неке државе развиле системе онлајн решавања спорова , све је актуелније питање увођења потпуно аутоматизованих тзв. ВИ судија (eng. AI judge). Тезу о вјештачко интелигентним судијама и данас прате призвуци фикције и нечега што је далеко од реалности. Да је такво нешто заправо јако близу, или чак, условно речено, већ доступно, указује пример Естоније где је 2019. године уведен ВИ судија у споровима вредности до 7.000,00 евра. Иновативне су биле и друге земље, па је у Канади недуго затим омогућено коришћење услуга тзв. „робот-медијатора“ који се у пракси показао успешним, тако што је успешно мирним путем решио спор у вредности од око 2.000,00 британских фунти. Међутим, приметно је да се у предоченим примерима се ради о споровима мале вредности. Остаје питање да ли би ВИ судија био компетентан да поступа у сложенијим правним стварима и другим врстама поступака.